# Ласло Феньвеші
Ласло Феньвеші (угор. Fenyvesi László, нар. 6 серпня 1908 — пом. 24 листопада 1993) — угорський футболіст, що грав на позиції правого крайнього нападника, і футбольний тренер. 

## Клубна кар'єра
Грав у складі команди «Керюлеті», з якою у 1931 році здобув Кубок Угорщини. У фіналі клуб «Керюлеті переміг з рахунком 4:1 одного з грандів угорського футболу — «Ференцварош». 
Влітку 1934 року Феньвеші пробував свої сили в команді «Хунгарія». Зокрема, зіграв 6 матчів у Кубку Мітропи. Перед початком нового сезону повернувся до «Керюлеті». 
З 1936 по 1939 рік грав за команду «Немзеті». 

## Виступи за збірну
У складі національної збірної дебютував у листопаді 1931 року у грі проти збірної Швеції (3:1). Ще по одному матчі є на його рахунку в 1933 і 1934 роках. 
Також у 1931—1932 роках Феньвеші зіграв 4 неофіційних матчі за збірну, що носила назву аматорської збірної, молодіжної збірної тощо. Відзначився трьома голами у воротах збірної Туреччини. 

## Кар'єра тренера
Тренерську кар'єру розпочав в угорському клубі «Сентльорінці». Далі працював у Польщі і Югославії. Повернувшись на батьківщину, тренував «Кечкеметі. 
Останнім місце роботи Феньвеші був клуб «Уйпешт Дожа», яким він керував у 26 матчах і здобув срібні медалі чемпіонату.  
Помер Ласло Феньвеші 24 листопада 1993 року у віці 85 років. 

## Досягнення
як гравець
- Володар Кубка Угорщини: 1931

як тренер
- Срібний призер чемпіонату Угорщини: 1960–61

| Дата       | Місто              | Господарі | Результат | Гості    | Турнір           | Голи | Примітки |
| ---------- | ------------------ | --------- | --------- | -------- | ---------------- | ---- | -------- |
| 08/11/1931 | Будапешт           | Угорщина  | 3 – 1     | Швеція   | товариський матч | -    |          |
| 05/03/1933 | Сульна             | Швеція    | 5 – 2     | Угорщина | товариський матч | -    |          |
| 14/01/1934 | Франкфурт-на-Майні | Німеччина | 3 – 1     | Угорщина | товариський матч | -    |          |
| Усього     |                    | Матчів    | 3         |          | Голів            | 0    |          |